# 헤드윅 (영화)
헤드윅(Hedwig And The Angry Inch)은 미국에서 제작된 존 카메론 미첼 감독의 2001년 드라마, 코미디, 뮤지컬 영화이다. 존 카메론 미첼 등이 주연으로 출연하였고 파멜라 코플러 등이 제작에 참여하였다.
부천국제판타스틱 영화제에서는 헤드윅과 앵그리 인치라는 제목으로 소개되었다.

## 출연

### 주연
- 존 카메론 미첼

### 조연
- 미리암 쇼어
- 마이클 피트
- 스티븐 트래스크
- 로브 캠벨
- 테오도르 리스신스키
- 마이클 아로노브
- 안드리아 마틴
- 알버타 왓슨
- 벤 메이어-굿맨
- 진 파이즈

## 제작진
- 원작자: 스티븐 트래스크
- 라인프로듀서: 콜린 브런턴
- 미술: 테레즈 드프레즈
- 세트: 리에슬 디슬로리어스
- 의상: 아리안느 필립스
- 배역: 수잔 숍메이커